# Kväner
Kväner (kvänska: kvääni; finska: kveeni; norska: kvenar, kvener; nordsamiska: kveanat/láddelaččat) avser i vikingatida och medeltida källor  människor som bodde i Kvänland, det vill säga ett område kring den nordligaste delen av Bottniska viken. Kväner är även benämning på en jordbrukande befolkningsgrupp i Nordnorge som på 1500-talet och framför allt 1700-talet utvandrade från dagens norra Sverige och Finland, och som talar eller har talat kvänska, i Norge ett erkänt minoritetsspråk som lingvistiskt närmast är släkt med meänkieli.
De vikingatida kvänerna antas ha varit jägare, fiskare och krigare, som företog jakt-, handels-, beskattnings- och plundringsexpeditioner till bland annat Lappmarken (i dagens Sverige och Finland), Finnmarken (i Norge) och Karelen (i Finland) åtminstone från 800-tal till 1100-tal. De hade en roll som mellanhänder i den omfattande öst-västliga skinnhandeln mellan samer och Novgorod, och betraktas idag av flera forskare som föregångare till birkarlarna eller som samma grupp. Kvänerna hade på vikingatiden en jakt- och fiskekultur och levde öster om norra Bottniska viken där de bedrev handel i ett område med oklara gränser från dagens västra Ryssland, över Österbotten och finska Lappland, och fram till samernas land i nuvarande Norrbotten, Västerbotten och Nordnorge. Vissa forskare tror att de var bofasta och även kunde försörja sig på jordbruk och boskapsskötsel, andra inte. Vikingatidens kväner anses ursprungligen härröra från dagens västra Finland, men exakt varifrån och vilket språk de talade har varit föremål för många akademiska dispyter. Flera forskare sammankopplar kväner och kainulaiset, senare kallade kajaner, och menar att kväner var finsktalande redan på vikingatiden. Andra menar att kainulaiset var en nordisktalande kustnära grupp i dagens Finland under järnåldern.
Begreppet försvinner efter 1500-talet ur källor, men dyker återigen upp på 1740-talet. Efter det används det främst om den i huvudsak jordbrukande befolkningen i Troms fylke och Finnmarken i Nordnorge. Forskare är osäkra över kvänernas historia i Sverige efter 1500-talet, och varför begreppet inte nämns i svenskspråkiga historiska källor därefter. En förekommande uppfattning är att de är en befolkningsgrupp som övergick till jordbruk, och vars kultur och språk kontinuerligt har levt kvar, dels bland tornedalingar och lantalaiset i Sverige (som av oklar anledning upphörde att kalla sig kväner), dels bland dagens kväner i Nordnorge. En annan uppfattning bland debattörer är att de ursprungliga kvänerna utplånades på 1300-talet i böldpest eller i strider mellan Sverige och Novgorod.

## Kväner i de äldsta skriftliga källorna

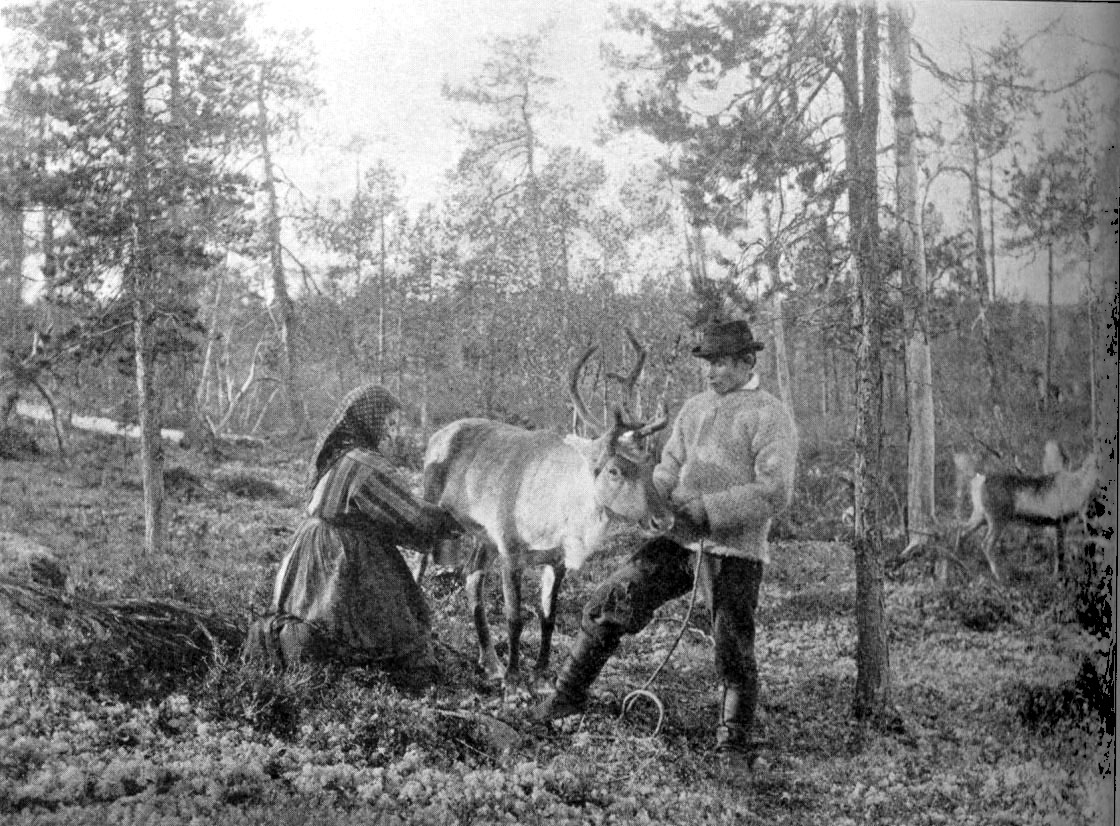
Mjölkning av ren Mutkavarre (Eidfjell) i Sør-Varanger, omkring 1900. Kvinnan är enaresame och mannen kvän. Foto av Ellisif Wessel.

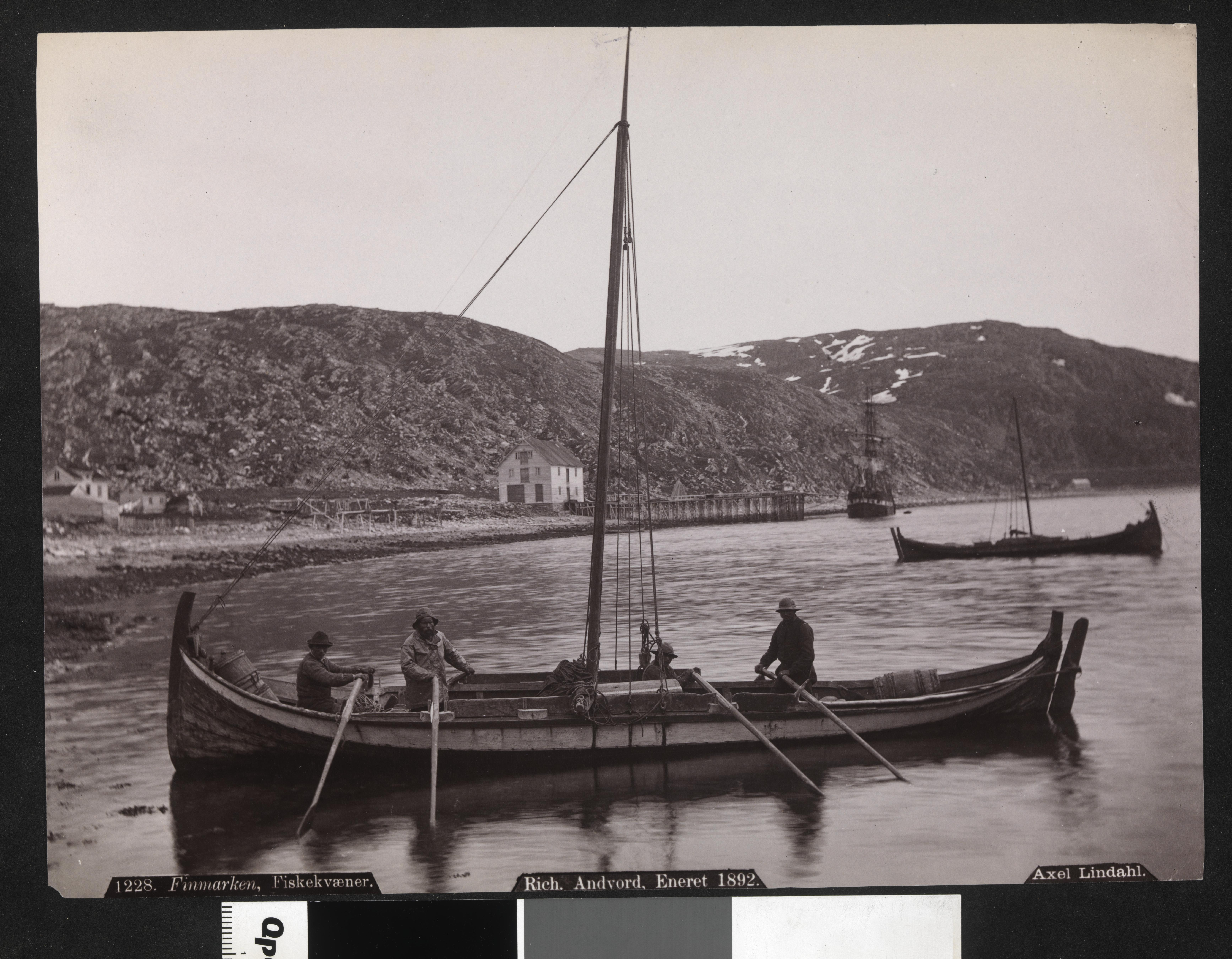
"Fiskekväner" i Finnmark på 1880-talet.

### Järnåldern
Termen kvän är mycket gammal och omnämns i tidiga nordiska källor, där begreppet syftar på en befolkningsgrupp i norra Skandinavien. Den nordnorske resenären Ottar från Hålogaland från Tromsø beskriver på 890-talet e.Kr. ett land benämnt Kvänland, norr ovan ödemarkerna, som sträckte sig åt söder på båda sidor av Bottenviken. Han skriver:
Han sa att Nordmannalandet är mycket långt och mycket smalt. Allt som är lämpat vare sig som bete eller att odlas ligger längs havet men vissa delar är mycket leriga och längs östra sidan ligger vilda berg längs det odlade landet. På de bergen bor finnarna och det odlade landet är bredast åt öster och blir allt smalare mot norr. Åt öster kanske det är sextio mil brett och i mitten trettio mil eller mer och norrut, sa han, där det är smalast är det kanske tre mil brett till bergen. Och bergen är på en del håll så breda att man kan fara över dem på två veckor och på en del håll på sex dagar. Längs landet söderut, på andra sidan bergen, ligger Svealand och längs landet norrut Kvänland. Kvänerna härjar ibland nordmännen och ibland nordmännen dem. Där är stora sötvattenssjöar på andra sidan bergen och kvänerna bär sina skepp över land till sjöarna och härjar nordmännen, de har mycket små och mycket lätta skepp.
Jordanes skrev i sin Getica på 500-talet om de olika folken som bor i Scandza. I norr bor de saktmodiga finni som sägs ha sina jämlikar i vinovilothi. Finni identifierades av språkforskaren Josef Svennung (1895–1985) med samer, men vilken folkgrupp vinovilothi tillhörde är helt okänt.

### Kvänska kungar
Det här avsnittet är helt eller delvis baserat på material från  engelskspråkiga Wikipedia, King of Kvenland, 12 juli 2016.
Några isländska sagor nämner kvänernas kungar. Idag betraktas emellertid detta som mytologiska texter med lågt källvärde, förutom de geografiska uppgifterna. Titeln kung anses inte ge säkert belägg för att kvänerna hade en samhällsorganisation som liknade kungadöme.
I Egill Skalla-Grímssons saga, som utspelar sig mellan 860 och 990 e.Kr. men nedtecknades på medeltiden, omtalas en sagokung vid namn Faravid, som regerade i Kvänland. Detta låg enligt sagan mellan Hälsingland och Finland, öster om en havsvik som kallades ”Helsingsbotn”. Enligt Flatöboken och Orkneyinga saga var Faravids sonson sonson, Torre (identifierad med åskguden Thor), kung över Finland, "Kænlandi" (tolkas som Kvenland av moderna forskare, dock med omdiskuterad geografisk placering) och Gotland, och firade Midvinterblot/januariblot. "Kænir" (kvänerna, och/eller kainulaiset) fortsatte enligt myten att offra till Torre "så att det blev snö med gott skidföre. Det gav dem deras välstånd.".

### Medeltida uppgifter
Den svenske kungen Anund Emundsson dog enligt Adam av Bremen omkring år 1060-1070 e.Kr. under oklara omständigheter i samband med ett fälttåg mot "Terra feminarum" ("Kvinnornas land"), vilket sannolikt var en felaktig översättning av Kvenland. Medeltida källor talar även om strider mellan kväner och kareler.
I slutet av 1150-talet skrev den isländske abboten Nikulás Bergsson att norrut från Värmland finns två Kvenland, som sträcker sig till norra Bjarmaland.
I Olaus Magnus karta från första halvan av 1500-talet nämns kväner tillsammans med bergkarlar. Olaus Magnus placerar termen qvenas i gränstrakterna mellan Norge och Sverige i höjd med Västerbotten. Detta var första och sista gången en svenskspråkig historisk källa nämnde kväner.
I den holländske sjöfararen Simon van Salingen(nl)s karta från 1601 har han angett “Querrnen finnen” (kväner) mellan Kalix älv och Torne älv, och “Kaÿenske finnen” (Kainulaiset) öst om Torne älv.

## Kvänernas historia under 1700-talet, främst i Nordnorge
Själva beteckningen 'kväner' återkommer sedan senare, förutom i beskrivningar av de finsktalande i Norge, i beskrivningar av befolkningen i Tornedalen, Lannanmaa och Nordkalotten. Det finns bara en enda detaljerad beskrivning av kväner från äldre tid. På 1730-talet, (i en rapport från 1742–1745), inför att den norsk-svenska gränsen skulle fastställas, intervjuade den norske gränsinspektören major Peter Schnitler personer boende i det område de kallade Kvänland. De angav det dels till dagens Tornedalen och Lannanmaa, dels till Nordnorge. Området var multikulturellt, och där talades östfinska, samiska och norska dialekter. Kvänerna i Nordnorge kom åtminstone till viss del från Lannanmaa och Tornedalen: De saakaldede Qvaener ere fra Sverrigs Torne-Lapland og Storfinland hid overkomne Svenske Bönder..., skriver Schnitler.
Från Sverige kom även andra folkgrupper, exempelvis fattiga samer som lämnade rendriften och började med jordbruk i Nordnorge.
Kvänernas historia sammanhänger delvis med sjösamernas som bodde vid fjordarna i Nordnorge: Finner, enten ved Söe-Siden, eller til Fieldz, hvortil kan regnes de saa kaldede Qvaenere, eller Svenske Bönder fra Kimi- og Torne- Lapland, item Storfinland.
Sjösamerna blev tidigt förnorskade och förlorade sitt ursprungliga språk. De levde på samma sätt som norrmännen, som jordbrukare och fiskare, och därmed kan dessa grupper likställas, menade Schnitler.
Dessutom fanns det andra grupper av kväner bosatta i Nordnorge som i viss mån var jordbrukare och en grupp kväner från Lannanmaa och Tornedalen som idkade handel med kväner, sjösamer, samer, norrmän och finnar i Nordnorge. Dessa benämns stundtals som borgare från Torneå: Qvaener, eller Torne-Borgere. Man hade bland annat en återkommande kvänmarknad fyra veckor efter jul där Torne-kvänerna kom och sålde varor: Disse Finner og Qvaener fra Sverrig ere for Landet meget nyttige.
Kväner torde möjligen vara den beteckning som norrmän gav den finsktalande gruppen i Norge, eftersom beteckningen kvän inte tycks förekomma i svenska källor annat än i Olaus Magnus karta. Som en följd av assimileringspolitiken i Norge blev beteckningen kvän med tiden pejorativ och är fortfarande nedlåtande för en del kväner i Norge. Möjligen är en etnonym som kvänerna har använt om sig själva kainulainen, ett ord som fortfarande sporadiskt förekommer i kvänområdets folkliga traditioner. Därifrån kommer namnet kainun kieli för det kvänska språket.[källa behövs]

## Kväner i modern tid

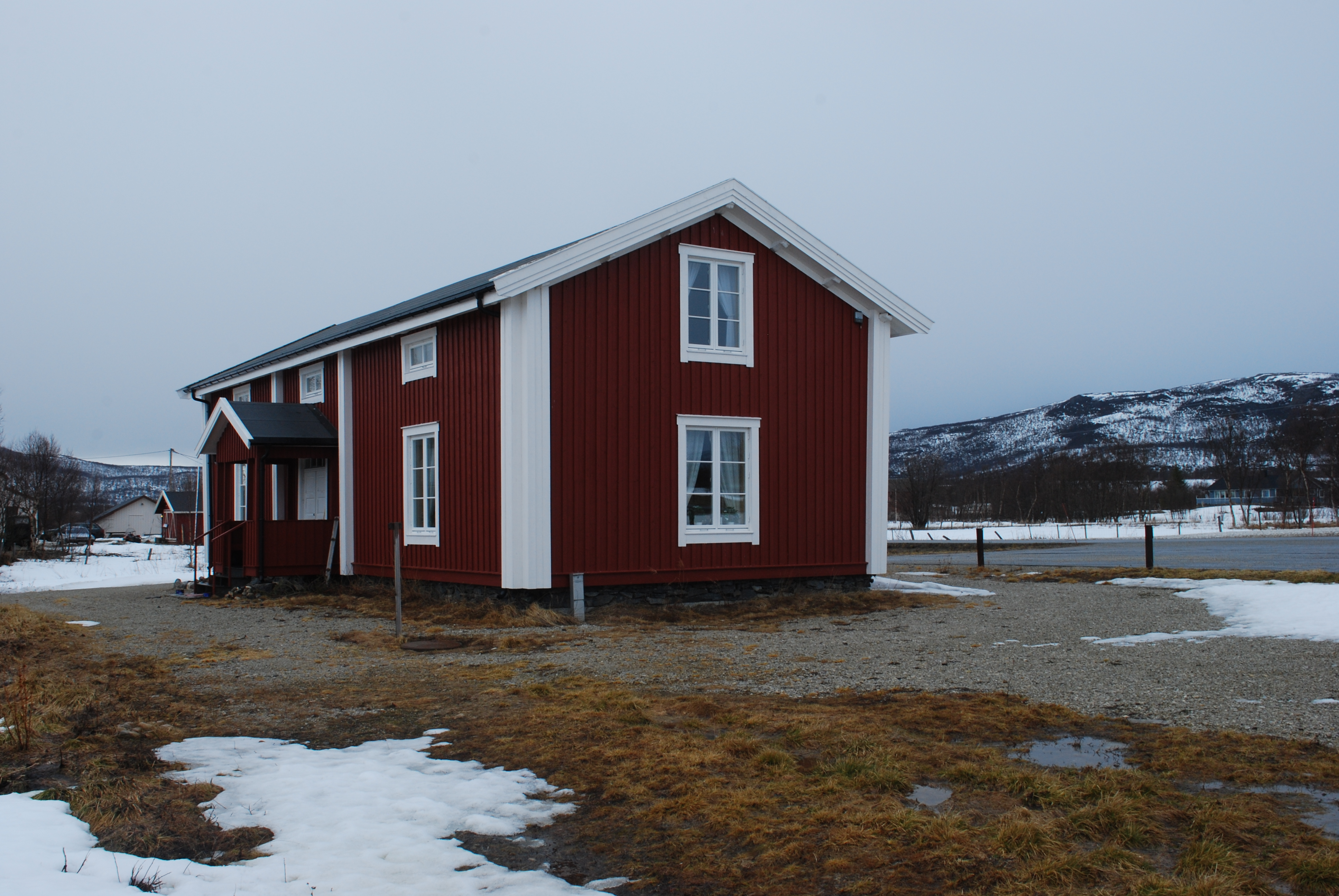
Tornedalshuset på Kventunet i Børselv i Porsangers kommun

Kvensk institutt (Kainun Institutti är ett nationellt centrum för kvänska och kvänsk kultur i
Børselv i Porsanger

### Status som urfolk?
I Sverige förekommer att enstaka meänkieli-talande personer i Kiruna och Gällivare kommuner sedan slutet av 1990-talet har börjat kalla sig för kväner. Kvenlandsförbundet (grundat 1999) säger sig vara en gemensam organisation för Norges kväner samt Sveriges och Finlands tornedalingar (i Tornedalen) och lantalaiset (i Kiruna/Gällivare), och kallar alla de grupperna för kväner. Den främsta frågan Kvenlandsförbundet driver är att gruppen ska få status som ursprungsbefolkning, och att deras markrättigheter och rätt till självstyre därmed inte ska vara underställda samernas rättigheter i Norge (och i Sverige om regeringen accepterar Konventionen om ursprungsfolk och stamfolk). Suonttavaara lappby i Karesuando är en svensk förening med samma mål, grundad år 2000.
Det är svårt att avgöra i hur hög grad den grupp som idag kallar sig kväner i Nordnorge, eller dagens Tornedalingar och Lantalaiset i Sverige, är ättlingar till vikingatidens kväner eftersom en rad folkgrupper har verkat i och gjort anspråk på området under de århundraden som gått. Exempel utöver kväner och kainulaiset är samer (inklusive kustsamer längs atlantkusten) som övergått till jordbruk, den sälfiskande järnålderskultur som fanns i norra Norrlands kustland, skridfinnar, birkarlar, kareler och andra Novgorodbor, tavastlandbor, svedjefinnar som kom från Savolaks sedan 1500-talet, finska flyktingar från stora nordiska kriget (1700-1721) och stora ofreden som pågick på finsk mark, jägar-samlarfolk/skogssamer samt hälsingar och andra nordisktalande kolonisatörer.[källa behövs]
Historikern Dick Harrison menar att vikingatidens kväner var ett samlingsnamn på flera finsk-ugriska grupper som blev bofasta vid Bottenviken och norr därom ett eller två sekel innan nordisktalande. Han går längre än många andra forskare när han menar att man kan visa att de aldrig dog ut utan kontinuerligt har funnits på platsen, men har varit bortglömda av historieforskningen. Han ser dem som samma folk som birkarlar och som dagens tornedalingar, lantalaiset, kainulaiset och norska kväner, men att de har bytt namn och relation till staten flera gånger. Han menar att de därför bör få rättigheter som ett urfolk.
Sannings- och försoningskommissionen för tornedalingar, kväner och lantalaiset tillsattes av Regeringen Löfven i mars 2020. Uppdraget utökades och förlängdes av Regeringen Kristersson i februari 2023, som i tilläggsdirektivet säger att "Tornedalingar, kväner och lantalaiset var bosatta i Sverige långt före den nuvarande svenska statsbildningen". Kommissionen har i uppdrag att utreda kränkningar, övergrepp och assimileringspolitik som bedrevs av svenska staten mot denna språkliga minoritet under 1800- och 1900-talen. Slutbetänkandet, som betonade vikten av en offentlig ursäkt, överlämnades den 15 november 2023 i ett slutsymposium i Folkets Hus i Pajala.

### Kvänernas språk
Huvudartikel: Kvänska
Kvänernas språk, kvänska eller kainun kieli, undervisades i av Universitetet i Tromsø första gången 2005. Sedan 2006 skrivs på kvänska i tidningen Ruijan Kaiku. Sedan 2009 kallas språket kvääni. Båda orden används på kvänska, om också en del uppfattar det officiella namnet som nedsättande i och med att det använts i tider då kvänerna uppfattades som sämre folk.